# Неврологический вестник имени В. М. Бехтерева
Неврологический вестник им. В. М. Бехтерева — российский журнал, один из старейших журналов по нейронаукам не только в России, но и в Европе.

## История создания
В конце XIX века в России появились первые специализированные журналы по психоневрологии — «Архив психиатрии, неврологии и судебной психопатологии» (Харьков, 1883), «Вестник клинической и судебной психиатрии и невропатологии» (Санкт-Петербург, 1883). Через 10 лет в 1893 году в Казани был основан «Неврологический вестник», ставший третьим по счету в ряду специализированных журналов. Лишь спустя несколько лет в Санкт-Петербурге (1896) и в Москве (1901) вышли в свет соответственно журнал «Обозрение психиатрии, неврологии и экспериментальной психологии» и «Журнал невропатологии и психиатрии». Открытие каждого из журналов было связано с именами выдающихся отечественных психоневрологов — проф. П. И. Ковалевского, проф. И. П. Мержеевского, проф. В. М. Бехтерева, проф. А. Я. Кожевникова.
«Неврологический вестник» был основан В. М. Бехтеревым и позиционировался как печатный орган Казанского Общества невропатологов и психиатров. В течение многих лет, несмотря на отъезд из Казани в Санкт-Петербург, академик В. М. Бехтерев оставался главным редактором журнала. Основные целями создания журнала были сформулированы им при открытии сохранились до настоящего времени — консолидация ученых разных специальностей вокруг нейронаук, их сближение и взаимообогащение.
В разные годы соредакторами журнала были: профессор-психиатр И. М. Попов, профессор-физиолог Н. А. Миславский, профессор-психиатр В. П. Осипов. В силу революционных событий в 1918 году был приостановлен выпуск журнала «Неврологический вестник». И лишь в 1993 году произошло второе рождение журнала.
В настоящее время журнал принимает к публикации статьи по всем дисциплинам, связанным с нейронауками — неврологии, психиатрии, наркологии (аддиктологии), психотерапии, нейрохирургии, нейрофизиологии, психофизиологии, нейрохимии, медицинской психологии. Периодичность выхода журнала — 4 номера в год.
С 2004 года журнал входит в перечень ВАКовских.
Журнал «Неврологический вестник» им. В. М. Бехтерева в pdf-формате рассылается бесплатно по 1,5 тысяч адресов ученых и практиков. Журнал имеет как печатную, так и онлайн версию. На сайте представлены требования к оформлению статей и архив всех журналов (полнотексты).
С 2010 года главным редактором является доктор медицинских наук, профессор В.Д. Менделевич.
За последние годы существенно вырос индекс цитируемости авторов журнала. В 2022 году импакт-фактор журнала в РИНЦ составил 0,272 (https://www.elibrary.ru/title_profile.asp?id=7629). 
В 2023 году журнал вошел в базу данных Scopus